# Folke Bernadottes väg

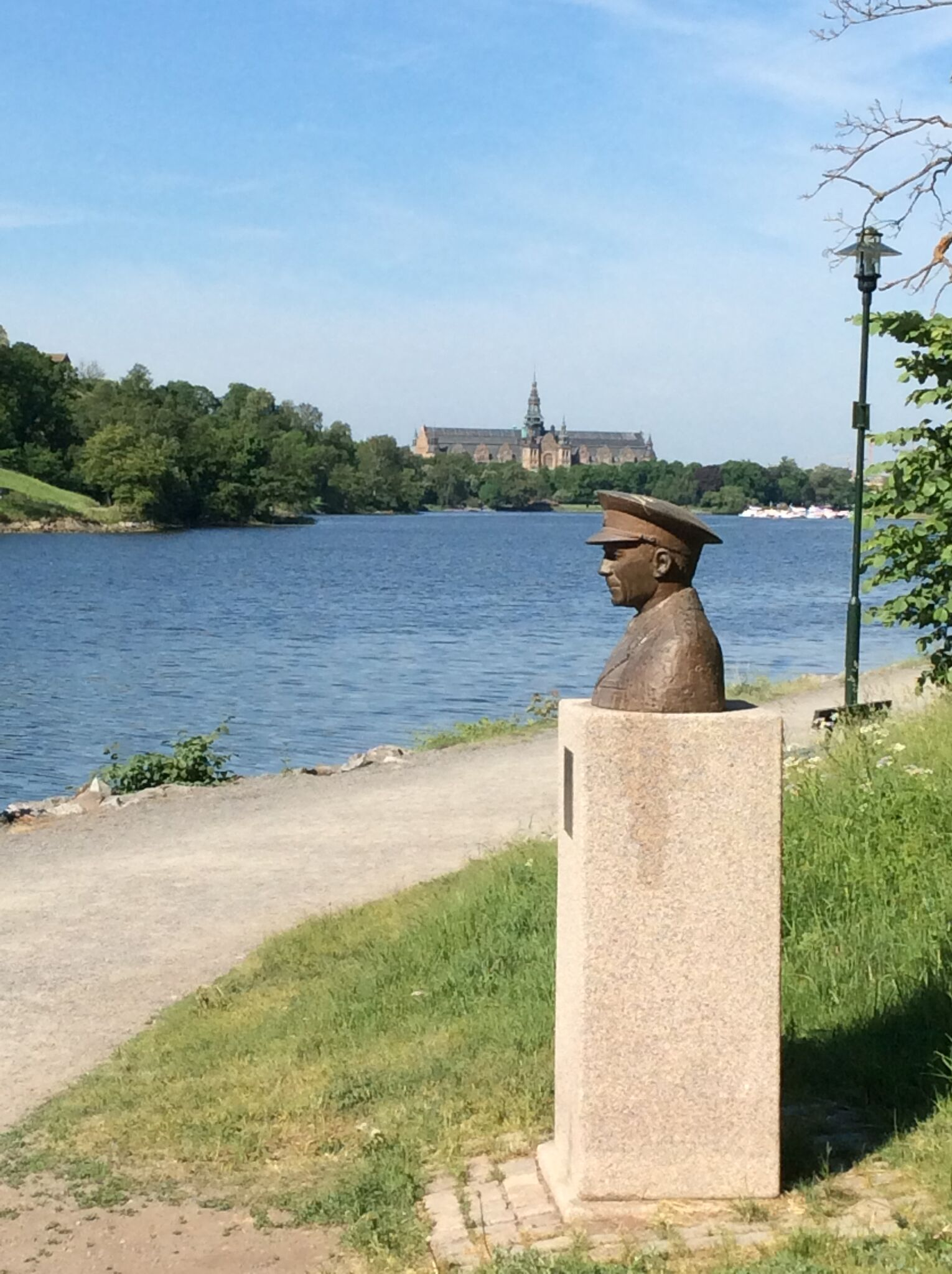
Byst av Folke Bernadotte nedanför Etnografiska museet på Folke Bernadottes väg.

Folke Bernadottes väg i Stockholm är en promenadväg utmed norra stranden av Djurgårdsbrunnsviken, från Lidovägen vid Djurgårdsbrunn till korsningen Skarpögatan/Dag Hammarskjölds väg. Den fick sitt namn år 1954 efter greve Folke Bernadotte.
Nedanför Etnografiska museet står en byst av Folke Bernadotte. Den är gjord av den norska skulptören Solveyg Schafferer och avtäcktes av prins Carl Philip den 16 september 2011. Inte så långt från bysten ligger Dragongården, som var bostad för greve Folke Bernadotte och hans familj från början av 1930-talet till mitten av 1970-talet.  
Längs med Folke Bernadottes väg ligger också FN-monumentet, som är ett minnesmärke ägnat de svenskar som omkommit i FN-tjänst, Restare, som är ett minnesmärke för svenska krigsveteraner och Minnesstenen Norges tack, som är ett tack från Norge för den svenska hjälpen under andra världskriget.
Folke Bernadottes bro är en planerad bro som kommer anknyta till vägen.

## Folke Bernadottes väg i andra städer

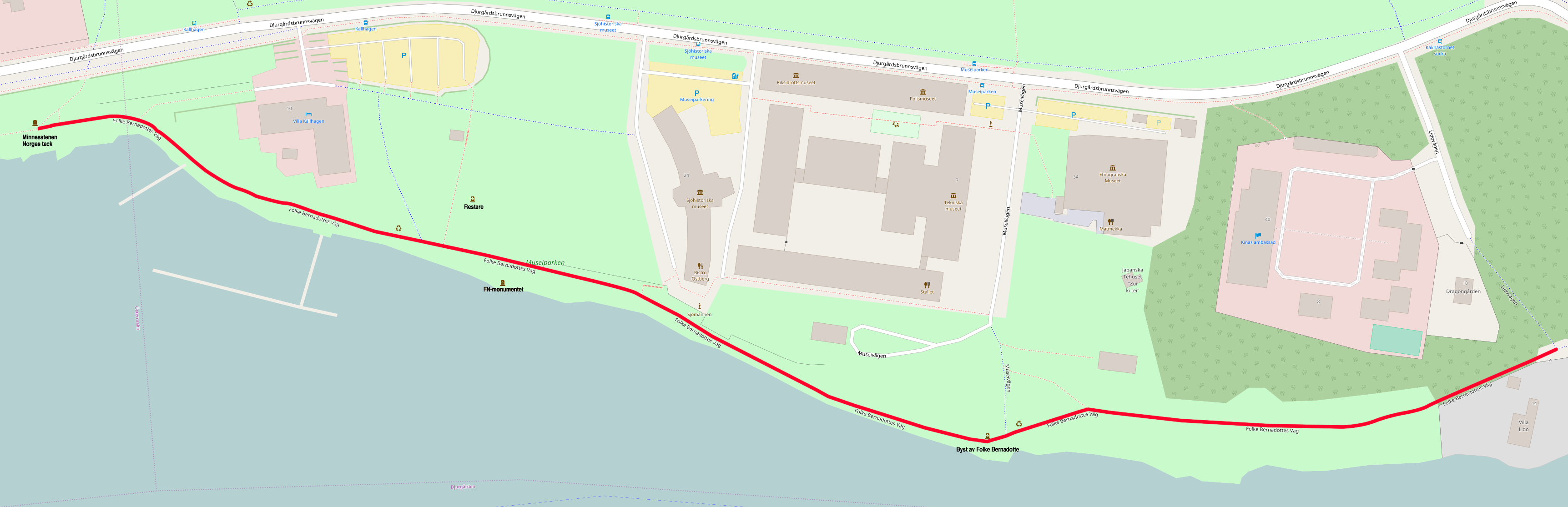
Karta över Folke Bernadottes väg i Stockholm.

Folke Bernadottes väg finns också i Ramlösa, utanför Helsingborg. Ramlösa var en av uppsamlingsplatserna för de flyktingar som kom med de vita bussarna 1945. I Göteborg finns Folke Bernadottes gata och i Malmö finns en park uppkallad efter honom.
I Norge finns Folke Bernadottes väg i sex städer där de är att beteckna som stadsgator: Oslo, Bergen, Stavanger, Elverum, Moss och Fyllingsdalen. I Oslo ligger Folke Bernadottes väg norr om Ullevål stadion och den är sammanförd med Minster Ditleffs vei. Han var en av initiativtagarna till räddningsaktionen med de vita bussarna  .
I Köpenhamn finns också Folke Bernadottes Allé som börjar vid Østerport station och går längs med svenska kyrkan, Gustavskyrkan.